# Beliș
Beliș é uma comuna romena localizada no distrito de Cluj, na região histórica da Transilvânia. A comuna possui uma área de 206.49 km² e sua população era de 1346 habitantes segundo o censo de 2007.